# La Machine
La Machine is een gemeente in het Franse departement Nièvre (regio Bourgogne-Franche-Comté). De plaats maakt deel uit van het arrondissement Nevers en van het gemeentelijk samenwerkingsverband Communauté de communes Sud Nivernais. La Machine telde op 1 januari 2022 3.213 inwoners. 
In La Machine werd gedurende tweehonderd jaar steenkool gedolven, tot de laatste mijn sloot in 1974. Het Musée de la Mine is een mijnbouwmuseum dat geopend werd in 1983. De mijn Puits des Glénons is opengesteld voor bezoekers. Ook de verschillende cités getuigen van het mijnbouwverleden van La Machine.

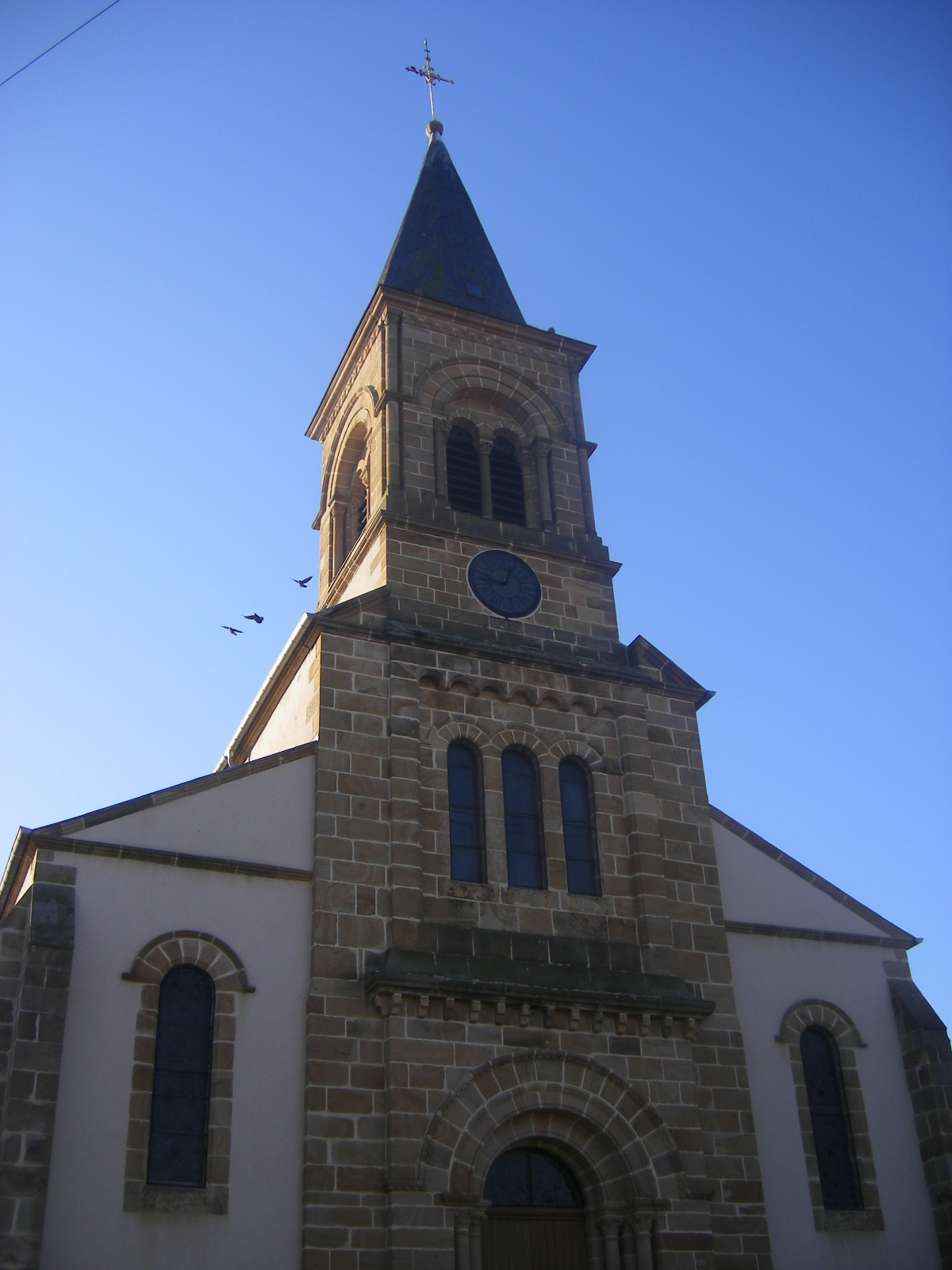
Kerk van La Machine
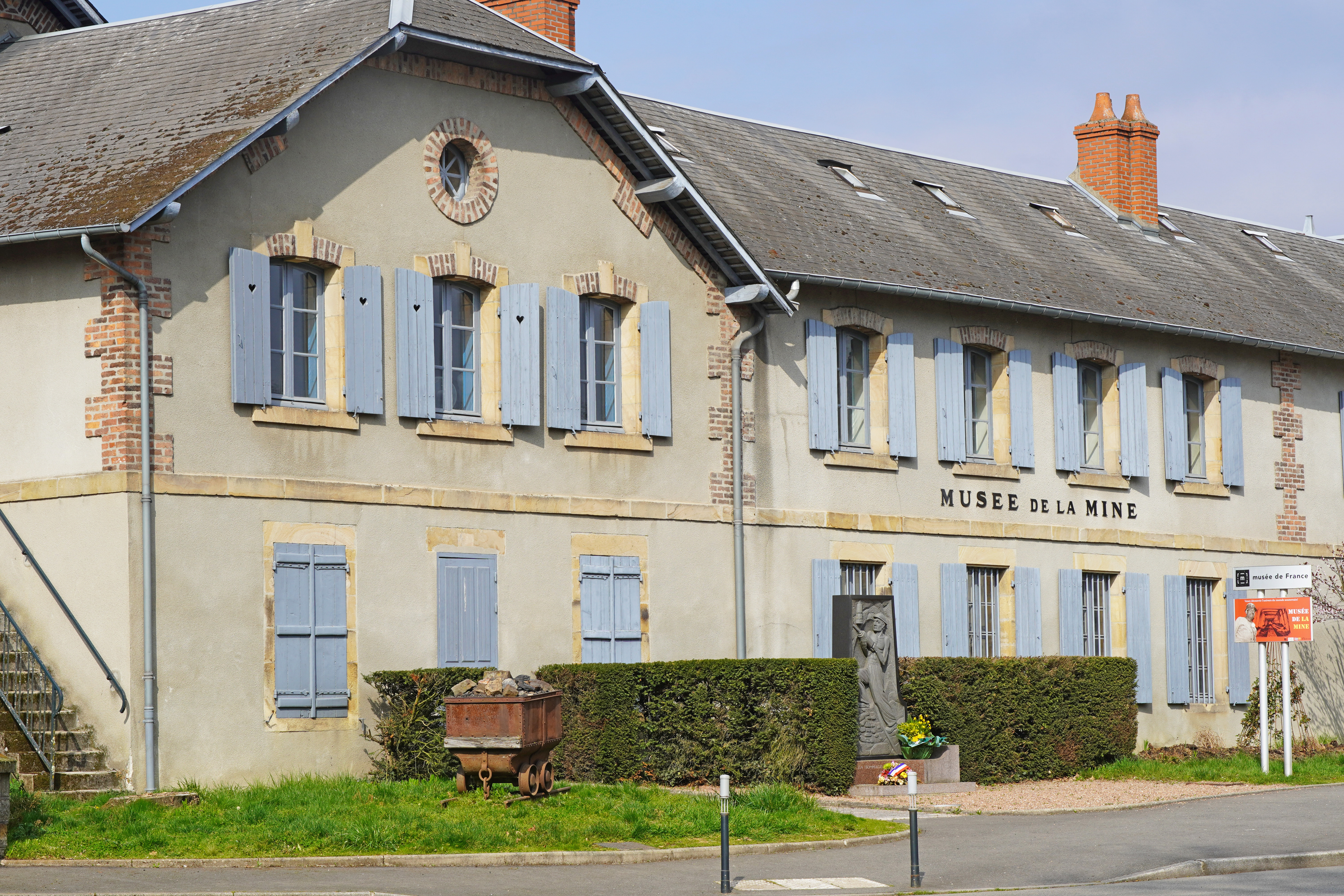
Mijnbouwmuseum in La Machine
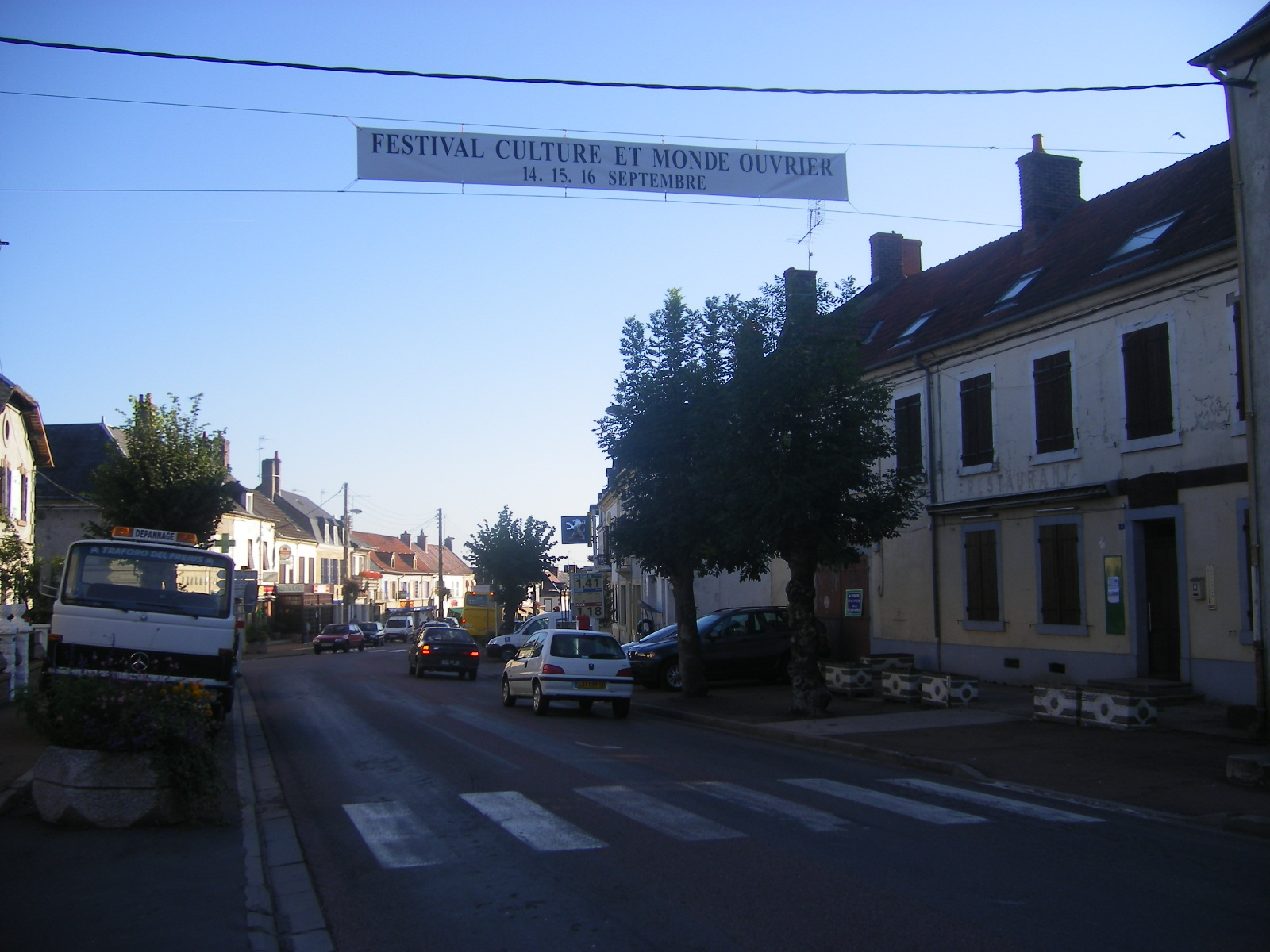
Centrum

## Geschiedenis
Al in de 15e eeuw werd steenkool gewonnen in Nivernais. Maar de echte exploitatie begon pas in de tweede helft van de 17e eeuw onder koning Lodewijk XIV en zijn minister Colbert. De plaats La Machine ontstond aan het einde van de 17e eeuw rond de steenkoolmijn die hier was gegraven. De plaats werd genoemd naar de machine, een tredmolen aangedreven door paardenkracht, die diende voor de exploitatie van de mijn. Deze tredmolen werd gebouwd in 1689 door ingenieur Daniel Michel, afkomstig uit de Zuidelijke Nederlanden.
De steenkoolwinning werd vanaf 1856 gecontroleerd door de firma Schneider et Cie. De mijnschachten hadden een diepte tot 700 meter. Voor de mijnwerkers en hun gezinnen werden speciale wijken (cités) gebouwd. Deze mijnwerkers kwam aanvankelijk van het omliggende platteland. Van 1870 tot de jaren 1920 werden mijnwerkers aangetrokken uit andere delen van Frankrijk waar de mijnbouw al terugliep. Vanaf de jaren 1930 werden mijnwerkers aangetrokken uit het buitenland (Polen, Italië, China). De laatste steenkoolmijn sloot in 1974.

## Geografie
De oppervlakte van La Machine bedroeg op 1 januari 2022 17,95 vierkante kilometer; de bevolkingsdichtheid was toen 179 inwoners per km².

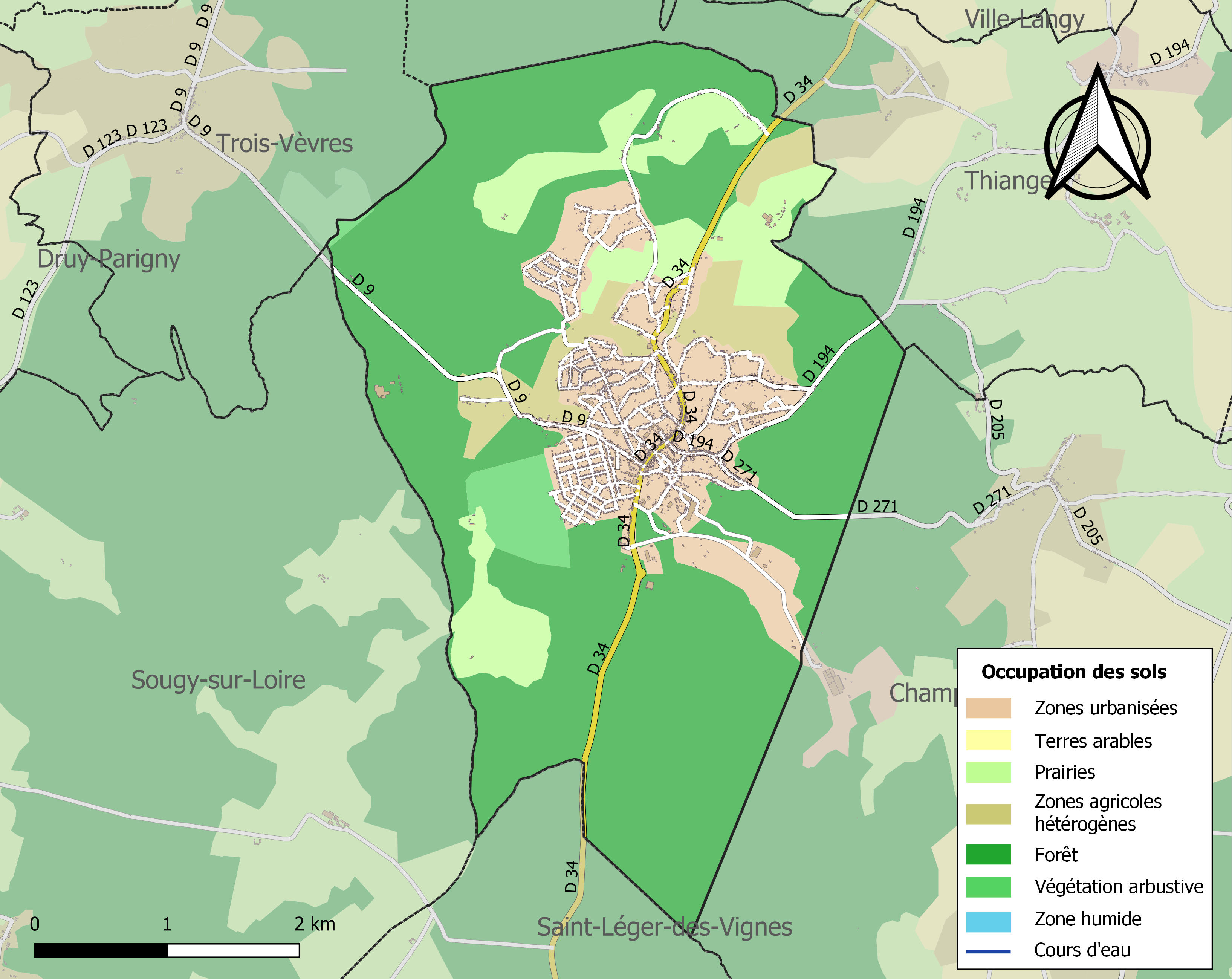
Kaart van de gemeente met de belangrijkste infrastructuur, bodemgebruik en omliggende gemeenten

## Demografie
Onderstaande figuur toont het verloop van het inwonertal (bron: INSEE-tellingen).